# 줌바

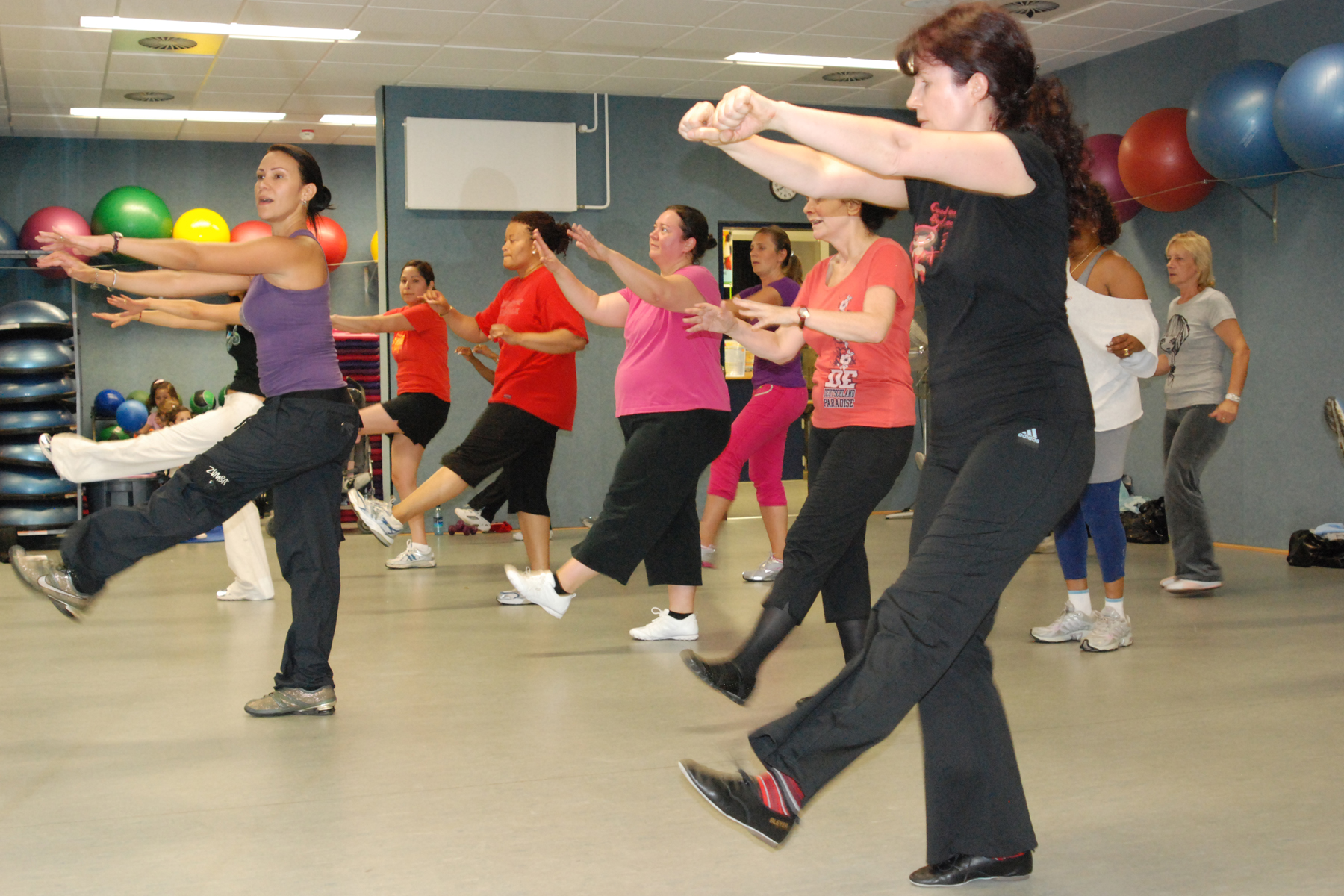
헬스 클럽에서 줌바 수업을 진행하고 있는 강사의 모습

줌바(Zumba)는 콜롬비아의 무용가, 안무가인 알베르토 "베토" 페레스(Alberto "Beto" Pérez)에 의해서 창작된 피트니스 프로그램이다.

## 유래와 특징
줌바는 1998년에 콜롬비아 칼리에서 에어로빅 강사로 활동하고 있던 알베르토 "베토" 페레스(Alberto "Beto" Pérez)에 의해 창작되었다. 에어로빅 수업에 사용할 카세트 테이프를 잊어버린 베토 페레스가 대신 가져온 카세트 테이프에서 흘러나온 라틴 댄스, 살사, 메렝게 음악에 맞춰서 춤을 추었는데 페레스는 이 운동을 '룸바사이즈'(Rumbacize)라고 가르쳤다. 룸바사이즈는 '룸바'(Rumba)와 '재저사이즈'(Jazzercize, 미국의 피트니스 프랜차이즈 기업)의 합성어이다. 베토 페레스는 나중에 이 춤을 '줌바'로 명명했고 1999년에 미국으로 이주하면서 줌바를 전파하게 된다.
베토 페레스는 2001년에 알베르토 페를만(Alberto Perlman), 알베르토 아기온(Alberto Aghion)과의 협력 관계를 형성했는데 세 사람은 해설식 광고에 출연하여 피트니스 비디오를 출시하게 된다. 2006년에는 베토 페레스가 줌바 피트니스(Zumba Fitness)를 설립했다. 줌바는 줌바 피트니스의 등록 상표인데 줌바에는 어떠한 의미가 담겨 있지 않다. 2015년에는 186개국에 1,400만 명에 달하는 사람들이 줌바 수업에 참여했다고 한다.
줌바는 에어로빅을 비롯한 그 외의 피트니스 프로그램, 운동 프로그램에 비해 댄스 스텝을 기본으로 한다. 줌바는 뛰어난 실용성을 갖고 있어서 클럽, 헬스 클럽, 댄스 학원 등에서 높은 인기를 받고 있다.

## 종류
줌바는 16가지에 달하는 핵심 동작 전체 또는 일부 동작을 사용한다. 줌바의 기본 동작은 라틴 댄스 장르인 살사, 레게톤, 메렝게, 쿰비아 리듬에 따른 4가지 핵심 동작을 따른다.
줌바 수업은 전형적으로 약 1시간 정도에 달하며 줌바 피트니스(Zumba Fitness)에서 공식 인증을 받은 강사들이 수업을 진행한다. 줌바 수업에 참여한 사람은 주어진 에너지에 따라 최대 600칼로리를 소모할 수 있다. 줌바 수업에서는 주로 쿰비아, 살사, 메렝게, 맘보, 플라멩코, 차차차, 레게톤, 소카, 삼바, 힙합 음악, 악세, 탱고를 비롯한 라틴 댄스 음악을 사용한다.
줌바에는 연령과 운동 수준에 따라 서로 다른 유형을 가진 10가지 종류의 수업이 있다.
- 줌바 골드(Zumba Gold): 초보자와 노인을 위해 고안된 줌바 수업이다.
- 줌바 스텝(Zumba Step): 루틴 동작, 스텝 에어로빅 동작에 라틴 댄스 리듬을 접목한 줌바 수업으로서 하체 운동을 대상으로 한다.
- 줌바 토닝(Zumba Toning): 토닝 스틱(Toning stick, 가락을 맞추기 위해 사용하는 막대기)으로 운동하는 사람들을 위해 고안된 줌바 수업으로서 복근, 허벅지, 팔, 몸에 존재하는 그 외의 근육들을 대상으로 한다. 이러한 종류의 줌바 수업은 참가자들에게 심장 운동, 체력 훈련을 제공한다.
- 아쿠아 줌바(Aqua Zumba): 수영장에서 실시하는 줌바 수업으로서 참가자들은 얕은 물에서 수업을 받고 강사는 풀장 주변에서 참가자들을 지도한다. 아쿠아 줌바의 동작은 줌바 피트니스 수업과 비슷한 춤의 움직임, 아쿠아 피트니스 수업에서 사용되는 춤의 움직임을 조합한 것이 특징이다.
- 줌바 인 더 서킷(Zumba in the Circuit): 춤과 순회 동작을 병행하는 것이 특징인 줌바 수업이다. 이러한 수업은 보통 30분 정도 지속되며 다양한 공간에서 시간 간격에 따라 강도를 조절하는 운동을 진행한다.
- 줌바 키즈(Zumba Kids), 줌바 키즈 주니어(Zumba Kids Jr.): 7세부터 11세 사이의 어린이들을 위하여 고안된 줌바 수업이다.
- 줌바 골드 토닝(Zumba Gold-Toning): 가락에 맞춰서 근육의 힘, 자세, 기동성, 조절 능력을 향상하는 줌바 수업으로서 나이가 많은 참가자들을 위해 고안된 것이 특징이다.
- 줌바 센타오(Zumba Sentao): 음색을 조러하는 데에 중점을 두는 의자 줌바 수업으로서 몸무게를 이용하여 몸을 튼튼하게 한다.
- 스트롱 네이션(STRONG Nation™)[1]: 서로 다른 속도와 강도를 교차시킨 다음에 서서히 높여 나가는 동작, 음악과 동시에 진행하는 동작을 결합시킨 근지구력 수업이다.
- 줌비니(Zumbini): 0세부터 3세까지의 아기와 보호자를 위하여 고안된 줌바 수업이다.
- 플레이트 바이 줌바(Plate by Zumba): 건강한 식습관에 관한 온라인 학습 프로그램이다.

## 건강
줌바는 전신 심장 강화 운동이자 유산소 운동으로서 칼로리 소모가 큰 편이다. 한 연구에 따르면 1시간 동안에 걸쳐 진행된 줌바 운동을 통해 1,000칼로리를 소모하는 것으로 나타났다. 줌바는 서로 다른 옵션을 제공하기 때문에 줌바 프로그램을 선호하는 사람들은 줌바가 모든 연령이 즐기기에 안전한 운동임을 주장한다. 이는 줌바가 모든 연령대의 사람들이 참여할 수 있는 유산소 운동임을 의미한다.
줌바는 근육의 힘을 높이고 동작과 자세를 개선하는 데에 도움을 준다. 줌바는 칼로리 소모 효과 이외에도 심장 질환의 위험을 낮춘다. 또한 혈압과 나쁜 콜레스테롤을 낮추고 좋은 콜레스테롤을 증가시키는 데에 도움을 준다.